# Ramos Mejía
Ramos Mejía ist eine Stadt in Argentinien und liegt in der Provinz Buenos Aires. Sie liegt im Verwaltungsbezirk Partido La Matanza und ist Teil des Ballungsraums von Buenos Aires, dem sogenannten Gran Buenos Aires.
Die Stadt hat eine Fläche von 11,9 km² und eine Bevölkerung von 98.547 (INDEC, 2010). Sie ist eines der größten Geschäftsviertel im westlichen Teil des Großraums Buenos Aires. 

## Söhne und Töchter der Stadt
- Jerónimo José Podestá (1920–2000), katholischer Bischof von Avellaneda
- María Elena Walsh (1930–2011), Poetin, Schriftstellerin, Sängerin, Komponistin, Dramaturgin und Journalistin
- Fernando Suárez Paz (1941–2020), Tango-Violinist
- Carlos Ruckauf (* 1944), peronistischer Politiker aus Argentinien und Mitglied der Peronistischen Partei
- Jesús Tirso Blanco SDB (1957–2022), Ordensgeistlicher, Missionar und römisch-katholischer Bischof von Lwena in Angola
- Martín Ubaldi (* 1969), Fußballspieler
- Érica Rivas (* 1974), Schauspielerin, Komikerin und Filmproduzentin
- Damián Szifron (* 1975), Film- und Fernsehregisseur sowie Drehbuchautor
- Germán Delfino (* 1978), Fußballschiedsrichter
- Agustín Orión (* 1981), Fußballnationalspieler
- Fabián Noguera (* 1993), Fußballspieler